# Сиракава, Кадзуко
Кадзуко Сиракава (яп. 白川 和子 Сиракава Кадзуко, род. 20 сентября 1947 года) — японская актриса, наиболее известна своими ролями, сыгранными в фильмах жанра «пинку эйга», созданными компанией «Nikkatsu». Считается одной из трёх «Королев Никкацу» 1970-х годов.

## Биография
Родилась в городе Нагасаки. С 1967 года снималась в фильмах жанра «пинку эйга», сначала исполняла роли второго плана. Хотя первые роли, сыгранные Сиракавой, характеризовались критиковали как «зелёные», она своей актёрской игрой превосходила главных героинь фильмов. Именно в конце 1960-х годов сформировался характерный для Сиракавы образ «наивной шлюхи». Наивность не была наигранной, в интервью для книги «Book Cinematheque» Сиракава призналась, что она потеряла девственность лишь в 1971 году.
К 1968 году Кадзуко Сиракава снималась в низкобюджетных «мягких» фильмах «пинку эйга». В фильме «Доклад высшей секретности о японских обычаях и манерах: груди» Сиракава исполняет роль невинной гейши, впрочем, сюжет в этом фильме не так уж важен, так как его «основной целью являлась демонстрация впечатляющей груди Кадзуко Сиракавы настолько часто, насколько это возможно». Позднее Сиракава сказала о своих ролях, сыгранных в этот период так: «Я была напугана до смерти. Я не знала как сыграть возбуждение этих частей своего тела».
В 1969 году Кадзуко Сиракава сыграла в фильме «Hunting Breasts», фильм провалился в прокате, но позднее стал культовым.
В начале 1970-х годов в жанр «пинку эйга» пришла компания «Nikkatsu». У большинства актрис, ранее работавших на другие компании, студия потребовала сменить имена, под которыми они снимаются, но Сиракавы это требование не коснулось. Кадзуко Сиракава сыграла главную роль в снятом в ноябре 1971 года фильме «Apartment Wife: Affair In The Afternoon» — первом фильме компании «Nikkatsu» в жанре «пинку эйга». Фильм имел колоссальный успех и сделал Сиракаву «первой мега-звездой „пинку эйга“ 1970-х годов»". За семь последующих лет по фильму было снято 20 сиквелов, также этот фильм привёл к созданию целого поджанра «Роман порно».
В 1973 году Сиракава перестала сниматься в жанра «пинку эйга». С 1976 года она снималась в обычных фильмах. Сыграла в ряде киносериалов. Также сыграла в трёх фильмах Сёхэя Имамуры, а также в фильме Хирокадзу Корээда «После жизни».